# Игорварское сельское поселение
Игорварское се́льское поселе́ние — упразднённое муниципальное образование в составе Цивильского района Чувашской Республики. Административным центром являлось село Игорвары.

## Население
| 2010  | 2012  | 2013  | 2014  | 2015  | 2016  | 2017  |
| ----- | ----- | ----- | ----- | ----- | ----- | ----- |
| 1220  | ↘1194 | ↘1160 | ↘1138 | ↘1128 | ↘1091 | ↘1046 |
| 2018  | 2019  | 2020  | 2021  |       |       |       |
| ↘1006 | ↘959  | ↘928  | ↘890  |       |       |       |

## Состав поселения
На территории поселения находятся следующие населённые пункты:
| Название          | Тип населённого пункта | Население (2007 год) | Население (2012 год) |
| ----------------- | ---------------------- | -------------------- | -------------------- |
| Игорвары          | Село                   | 461                  | 462                  |
| Кисербоси         | Деревня                | 83                   | 87                   |
| Кукары            | Деревня                | 62                   | 52                   |
| Малиновка         | Деревня                | 42                   | 48                   |
| Мунсют            | Деревня                | 423                  | 421                  |
| Первые Вурманкасы | Деревня                | 179                  | 183                  |
| Словаши           | Деревня                | 117                  | 140                  |
| Сятры             | Деревня                | 64                   | 67                   |

## Местное самоуправление
Главой поселения является Семенов Владислав Николаевич.

## Люди, связанные с поселением
- Тимофеев Иван Дмитриевич (Иван Вутлан) — известный чувашский прозаик, переводчик, воин-интернационалист, заслуженный работник культуры Чувашской Республики.
- Иванова Олимпиада Владимировна — серебряный призёр Олимпийский игр в спортивной ходьбе, чемпионка мира (2001, 2005), чемпионка Европы (2002. Заслуженный мастер спорта России (2001, легкая атлетика, ходьба на 20 км). Уроженка деревни Мунсют.
- Романова Гиана Александровна — серебряный призёр кубка мира, чемпионка Европы, многократная чемпионка СССР по лёгкой атлетике, заслуженный мастер спорта СССР. Уроженка деревни Сятры.
- Григорьев Валерий Геннадьевич — победитель этапа кубка мира, чемпион России, 4-кратный чемпион СССР среди студентов с/х ВУЗов по полиатлону, победитель республиканских и серебряный призёр всероссийских соревнований «Спортивная семья», МС СССР по 4 видам и КМС СССР по 7 видам спорта. Уроженец деревни Мунсют.
- Васильева Ольга Вениаминовна — обладательница кубка России 2002 г., серебряный призёр чемпионата России 2002 г., бронзовый призёр чемпионата России 1996 г. в составе команды «Лада» (Тольятти), член сборной России, мастер спорта России по женскому футболу. Уроженка деревни Мунсют.
- Роза Шевлеби — член союза писателей Чувашской Республики, известный современный чувашский прозаик. Долгое время проработала заместителем главного редактора газеты «Вучах». Уроженка деревни Сятры.